# 삼성 갤럭시 J4
삼성 갤럭시 J4는 대한민국 제조사인 삼성전자가 개발한 안드로이드 스마트폰이다. 2018년 5월 22일 삼성 갤럭시 J6 및 J8과 함께 발표 및 출시된 J4는 갤럭시 J3의 후속작이다.
삼성 갤럭시 J4는 이 모델이 전작인 갤럭시 J3 (2017)과 너무 비슷하다고 여겨져서 대한민국과 호주만큼 서유럽 및 중부 유럽에서는 공식적으로 잘 팔리지 않았다. 갤럭시 J4+가 J4의 대체품으로 출시되었다. 이 제품은 익스피리언스 UI의 주요 기호를 사용했지만 갤럭시 S6 디자인 언어를 통합한 마지막 삼성 휴대폰이었을 것이다.

## 사양

### 하드웨어
갤럭시 J4는 쿼드 코어 1.4 GHz ARM Cortex-A53 (64비트) CPU, ARM 말리-T720MP2 GPU 및 2 또는 3 GB RAM을 포함하는 삼성 엑시노스 7570 SoC으로 구동된다. 16 또는 32 GB 내부 저장 공간은 microSD 카드를 통해 최대 256 GB까지 확장할 수 있다.
J4는 2.5D 글라스로 보호되는 720×1280 화소 해상도 및 267 ppi의 화소 밀도를 가진 5.5인치 슈퍼 능동형 유기 발광 다이오드 디스플레이를 특징으로 한다. 후면 카메라는 f/1.9 조리개, 자동 초점, LED 플래시, 파노라마 및 HDR 모드를 갖춘 13 MP 센서를 가지고 있다. 전면 카메라는 5 MP와 f/2.2 조리개를 특징으로 한다.

### 소프트웨어
갤럭시 J4는 원래 안드로이드 8.0 "오레오"와 삼성의 익스피리언스 사용자 인터페이스를 탑재하여 출시되었다. 2019년에는 안드로이드 9 파이 업데이트와 One UI 1.0을 받았다. 이후 2020년에는 안드로이드 10과 One UI 2.0을 받았다.

## 같이 보기
- 삼성 갤럭시
- 삼성 갤럭시 J 시리즈